# エレナ・ムヒナ
エレナ・ムヒナ（Елена Мухина, Elena Mukhina、1960年6月1日 - 2006年12月22日）は、ソビエト連邦の元女子体操競技選手。

## 生涯
父とは離別、さらに5歳で母とは死別（火災による）し、祖母に育てられた。
1976年、ソ連国内のジュニア大会で優勝するが、同年の1976年モントリオールオリンピックの代表選考には間に合わなかった。
1977年、ソ連国内だけでなく、欧州選手権でも活躍。欧州選手権では、種目別で3つの金メダル、個人総合で銀メダルを獲得。翌1978年、初出場した世界選手権ストラスブール大会において個人総合優勝。なお、表彰台はソ連勢が独占した。他にも団体総合・種目別ゆかでの2つの金メダル、種目別での2つの銀メダルを獲得した。低年齢化・アクロバット化が進んでいた当時の女子体操界では、やや遅咲きの18歳だった。
1980年には怪我も重なり、春のソ連選手権では9位にとどまった。そのため練習に打ち込んだ結果、直前に負傷。同年7月8日、オリンピックのソビエト連邦選手団筋から、段違い平行棒の練習中に負傷し、1980年モスクワオリンピック出場が絶望になったと発表がされた。
当初、ソ連側はムヒナが五輪を欠場する旨のみ発表し詳細を伏せたため、一時は死亡説が流れたり、事故の原因も様々な説が広がった。また、同年11月には、ムヒナが手術の結果「座ることができ手を動かす機能も回復しつつある」とし、今後もリハビリを続け歩行機能回復を目指すと発表した。
しかし実際には、1980年7月3日、床運動でトーマス（w:Thomas salto）を練習中にあごから落下。脊髄損傷という重傷で、その結果、四肢に身体障害を負っていた。その後、トーマスは女子の禁止技となった。
彼女には、ソ連政府や国際オリンピック委員会（IOC）から勲章が与えられた。1984年に大学を卒業した。
2006年に心不全で死去。モスクワのトロエクロフスコエ墓地に埋葬されている。